# Vjeran Simunić
Vjeran Simunić (Spalato, 26 aprile 1953) è un allenatore di calcio ed ex calciatore croato, di ruolo portiere.

## Carriera

### Allenatore
Nel settembre 2020 prende le redini del Vodice militante in 3.HNL succedendo a Boris Pavić. Il mese seguente lascia l'incarico senza neanche aver disputato una partita.
Nel gennaio 2022 prende le redini del Hrvatski vitez Posedarje precedentemente allenato da Josip Butić. Lascia la panchina del club di Possedaria un mese e mezzo dopo. A marzo prende la guida dell'OSK Otok precedentemente allenato da Dalibor Filipović con l'obiettivo di salvare il club dalla retrocessione in quinta divisione. Termina l'avventura nell'OSK due mesi dopo senza essere riuscito ad evitare l'ultimo posto nel girone Sud di 3.HNL.

## Palmarès

### Allenatore

#### Competizioni nazionali
- Coppa di Lega di Singapore: 2

DPMM: 2009, 2012